# Bega (imię)
Bega – imię żeńskie pochodzenia irlandzkiego, wywodzące się od wyrazu pospolitego bec, beag — "mała, niska". Istnieją trzy święte o tym imieniu. 
Bega imieniny obchodzi 31 października i 17 grudnia. 